# Мішуково (Нижньогородська область)
Мішуково (рос. Мишуково) — село в Гагинському районі Нижньогородської області Російської Федерації.
Населення становить 121 особу. Входить до складу муніципального утворення Юр'євська сільрада.

## Історія
Від 2009 року входить до складу муніципального утворення Юр'євська сільрада.

## Населення
| 2002 | 2010 |
| ---- | ---- |
| 139  | ↘121 |